# Géraldine Reuteler
Géraldine Reuteler (21 aprile 1999) è una calciatrice svizzera, attaccante dell'Eintracht Francoforte e della nazionale svizzera.

## Carriera

### Nazionale
Reuteler inizia ad essere convocata dall'Associazione Svizzera di Football dal 2015, venendo inserita in rosa nella formazione Under-17 impegnata alla fase élite, la seconda fase di qualificazione, all'Europeo di Islanda 2015, e dove debutta l'11 aprile nell'incontro dove la sua nazionale si impone per 8-1 sulle avversarie pari età della Serbia. Condivide con le compagne il passaggio del turno chiudendo al primo posto il gruppo 1, confermandosi tra le squadre più competitive, conquistando il primo posto anche nel gruppo B della fase a gironi, superando per 1-0 la Germania in semifinale e dovendo cedere in finale alla Spagna per 5-2 che conquista così il suo terzo trofeo di categoria. In quell'occasione Reuteler si mette in luce venendo riconosciuta la sua prestazione inserendola nel Team of the tournament.
Nel novembre 2016 arriva anche la convocazione nella nazionale maggiore da parte del ct Martina Voss-Tecklenburg che la inserisce in rosa per l'edizione 2017 della Cyprus Cup, torneo che in quell'occasione la Svizzera conquista per la prima volta nella sua storia sportiva. In seguito Voss-Tecklenburg le rinnova la fiducia, inserendola nella rosa definitiva della squadra impegnata alla fase finale dell'Europeo dei Paesi Bassi 2017 annunciata il 3 luglio 2017.

## Palmarès

### Nazionale
- Cyprus Cup: 1

2017

### Individuale
- inserita nel Team of the tournament del campionato europeo U-17 di Islanda 2015